# Agencia de Ciberseguridad de Cataluña
La Agencia de Ciberseguridad de Cataluña (ACC; oficialmente y en catalán: Agència de Ciberseguretat de Catalunya) es un órgano del Gobierno de Cataluña que se encarga de prevenir, detectar, responder e investigar incidentes o amenazas a las redes de comunicaciones electrónicas y los sistemas de información públicos, y de planificar, gestionar, coordinar y supervisar la ciberseguridad en Cataluña, minimizar los daños y el tiempo de recuperación de las redes y los sistemas en caso de ciberataque y colaborar con los cuerpos policiales y las autoridades judiciales.
Los estatutos de la Agencia determinan su dependencia orgánica y funcional de la Consejería que ostenta las competencias digitales, tecnológicas y de ciberseguridad de la Generalitat (actualmente el Departamento de la Vicepresidencia, Políticas Digitales y Territorio). 
Dicha Agencia de Ciberseguridad catalana fue diseñada y puesta en marcha por el Consejero Jordi Puigneró el 1 de enero de 2020 bajo el mandato del Presidente Quim Torra.